# Franz Josef von Hallwyl
Franz Josef von Hallwyl, född 1719, son till överstelöjtnanten Abraham Gabriel von Hallwyl och Anna Franziska de Tayac, död 1785 i Colmar, var en schweizisk officer, marechal de camp i fransk tjänst, siste överste och innehavare av Schweizerregementet de Karrer. Gift 1757 med Marie Therese de Mydorge. Upphöjd i franskt grevligt stånd. Riddare av den franska Sankt Ludvigsorden 1745 för sina förtjänster i slaget vid Fontenoy. Riddare av den polska Vita Örnsorden 1777.

## Militär karriär
Hallwyl blev 1733 kadett vid det franska kavalleriregementet Royal Piemont, blev 1740 fänrik vid det franska Schweizergardet och deltog i det Österrikiska tronföljdskriget i Italien, Flandern och Tyskland.  1752 blev han innehavare av schweizerregementet "de Karrer", som efter honom bytte namn till "de Hallwyl"; Hallwyl förblev med Livkompaniet i depå i Rochefort. När regementet lades ned 1763 erhöll han en årlig pension om 20 000 livres. Han blev 1782 kommendant i Colmar. 